# Alleyrac
Alleyrac è un comune francese di 127 abitanti situato nel dipartimento dell'Alta Loira della regione dell'Alvernia-Rodano-Alpi. Il comune si trova a una distanza di circa 460 km a sud di Parigi.

## Società

### Evoluzione demografica
Abitanti censiti